# Rorschach (tecknad serie)
Rorschach är en limited series superhjälteserier i tolv delar som är en uppföljare till serieromanen Watchmen, som skapades av den brittiske serieförfattaren Alan Moore och den brittiske serietecknaren Dave Gibbons. Serien publicerades först av DC Comics imprint DC Black Label under 2020 till 2021. Rorschach skrevs av Tom King med illustrationer av Jorge Fornés, färgläggning av Dave Stewart och Clayton Cowles som textartist. King har sagt att Rorschach även kan ses som en fortsättning på TV-serien Watchmen från 2019.
I Rorschach, som utspelar sig 35 år efter händelserna i serieromanen Watchmen, får läsaren följa The Detective, när denne undersöker olika brott som begåtts av William "Wil" Myerson. Myerson har antagit Rorschachs identitet och samarbetar tillsammans med Laura Cummings (alias The Kid).